# Basecamp
Basecamp, previamente chamada de 37signals, é uma empresa privada norte-americana com sede em Chicago, Illinois. A empresa foi co-fundada em 1999 por Jason Fried, Carlos Segura, e Ernest Kim como uma empresa de web design.
Desde meados de 2004, o foco da empresa passou de web design para desenvolvimento de aplicações web. Sua primeira aplicação comercial foi o Basecamp; seguido pelo Backpack, Campfire e Highhrise. O framework Ruby on Rails foi criado inicialmente para uso interno na 37signals, antes de ser lançado publicamente em 2004.
Em fevereiro de 2014, a empresa adotou uma nova estratégia, passando a focar exclusivamente no seu principal produto, o pacote de software também chamado Basecamp. 

## História
A empresa (37signals) foi originalmente chamada assim como referências aos sinais de rádio telescópio sinais identificados pelo astrônomo Paul Horowitz como possíveis mensagens de inteligência extraterrestre. O trabalho da empresa no primeiro produto, o software de gerenciamento de projetos Basecamp, começou em 2003.
Em 2005, a empresa tinha se afastado do trabalho de consultoria para se concentrar exclusivamente em seus aplicativos web.  Em 2006, a empresa anunciou que Jeff Bezos adquiriu uma participação minoritária através de seu empresa pessoal de investimentos, a Bezos Expeditions.

## Produtos
Basecamp foi o primeiro produto, um aplicação web de gestão de projeto lançada em 2004. Suas  características principais são listas de tarefas, gestão de prazos, fórum, sistema de mensagens e compartilhamento de arquivos e controle de tempo.

### Ruby on Rails
Ruby on Rails é um framework criado por David Heinemeier Hansson, um dos programadores da 37signals. Ele foi originalmente usado para fazer o Basecamp, e posteriormente foi lançado com código aberto em 2004.

## Livros
Jason Fried e David Heinemeier Hansson publicaram vários livros sob o nome da 37signals. Rework (2010, RandomHouse) tornou-se um best-seller no New York Times. Remote (2013, RandomHouse), sobre a gestão de funcionários que trabalham a partir de escritórios remotos foi também um best-seller New York Times.
- Defensive Design for the Web: How to improve error messages, help, forms, and other crisis points, New Riders Press, 2004 ISBN 0-7357-1410-X
- Getting Real: 37signals, 2006, ISBN 0-578-0128-12
- Rework, 2010, ISBN 978-0-307-46374-6
- Remote, 29 de outubro de 2013, ISBN 978-0804137508